# Анисимов, Станислав Васильевич
Станислав Васильевич Анисимов (род. 11 июня 1940, с. Суворово-Телегуло, Березанский район, Николаевская область, УССР, СССР) — российский и советский государственный деятель.

## Биография

### Образование
- Никопольский металлургический техникум
- В 1967 окончил Московский институт стали и сплавов
- В 1983 окончил Академию Общественных наук при ЦК КПСС

### Карьера
- С 1957 — рабочий трубопрокатного цеха, с 1967 по 1970 — старший инженер, затем — начальник участка Никопольского южно-трубного завода (Днепропетровская область).
- С 1970 назначен начальником отдела Укрглавметалла Главснаба УССР, чуть позже занимает должность начальника отдела горячекатаных труб «Союзглавтрубснабсбыта» при Госснабе УССР, с 1974 по 1978 — заместитель начальника «Союзглавтрубснабсбыта» при Госснабе УССР.
- С 1978 — на партийной работе. Назначен инструктором отдела плановых и финансовых органов ЦК КПСС, затем с 1982 по 1988 — инструктор экономического отдела ЦК КПСС.
- С 1988 переведён на работу в исполнительную власть. Назначен заместителем председателя Госкомитета СССР по материально-техническому снабжению и одновременно начальник Сводного отдела организации оптовой торговли, находился в данной должности до 1990.
- С 1990 по 1991 — первый заместитель председателя Госкомитета СССР по материально-техническому снабжению.
- С 1991 — на работе в правительстве. В 1991 до ноября занимает пост Министра материальных ресурсов СССР, с 1991 по 1992 Министр торговли и материальных ресурсов РСФСР, одновременно с 1991 — председатель специальной Комиссии Правительства РФ по оперативному регулированию ресурсообеспечения.
- С 1992 возглавляет предприятие ОАО «Федеральная контрактная корпорация „Росконтракт“». Также с 1994 является председателем Совета директоров банка «ЕврАзия-Центр»; заместитель председателя Совета директоров «ИнтерТЭКбанка».